# Dwerggraszanger
De dwerggraszanger (Cisticola ayresii) is een vogel uit de familie Cisticolidae. Deze vogel is genoemd naar de Britse natuuronderzoeker Thomas Ayres (1828-1913).

## Verspreiding en leefgebied
Deze soort komt voor in centraal en zuidelijk Afrika en telt zes ondersoorten:
- C. a. gabun: Gabon, Congo-Brazzaville en westelijk Congo-Kinshasa.
- C. a. imatong: zuidelijk Soedan en noordelijk Oeganda.
- C. a. entebbe: van noordoostelijk Congo-Kinshasa tot westelijk Kenia en noordwestelijk Tanzania.
- C. a. itombwensis: oostelijk Congo-Kinshasa.
- C. a. mauensis: centraal Kenia.
- C. a. ayresii: van Angola tot zuidelijk Tanzania en zuidelijk tot oostelijk Zuid-Afrika.

## Status
De grootte van de populatie is niet gekwantificeerd maar de soort wordt omschreven als algemeen. Op de Rode lijst van de IUCN heeft deze soort de status niet bedreigd.